# Varnsdorf (nádraží)
Varnsdorf je železniční stanice, která leží na kraji Varnsdorfu v okrese Děčín v Ústeckém kraji. Leží na neelektrizované jednokolejné trati č. 089. Ve městě se dále nacházejí zastávky Varnsdorf staré nádraží a Varnsdorf-pivovar Kocour. V roce 2017 proběhla rekonstrukce nástupišť a v roce 2020 byla zbourána část budovy. Stanice je poslední před hranicí se Spolkovou republikou  Německo.

## Historie
Stanice byla otevřena 16. ledna 1869 jakožto koncová stanice na odbočné trati (vyvedena ze stanice Rybniště) od hlavní trasy dráhy společností Česká severní dráha (BNB). Ta vznikla prodloužením trati zprovozněné roku 1867 z Bakova nad Jizerou a České Lípy přes Nový Bor do Rumburku, odkud byla trať dále vedena ke státní hranici s Pruskem. Stavbu trati a železničních budov prováděla firma Adalberta Lanny, vzhledem k blízkosti státní hranice zde vznikla rozměrná staniční budova, kde mimo jiné sídlila též celní kancelář. Jedná se o hraniční železniční stanici se Spolkovou republikou Německo.
15. srpna 1873 dále společnost Saské státní dráhy dobudovala a otevřela železniční spojení z již existující trati v Žitavě, vedoucí přes Varnsdorf, do Seifhennersdorfu přes německou hranici v Sasku. Vznikla zde též roku 1876 nová železniční stanice, několik stovek metrů severně od stanice (později zastávka Varnsdorf staré nádraží).
Po zestátnění BNB v roce 1908 převzaly její trať Císařsko-královské státní dráhy (kkStB), po roce 1918 pak správu přebraly Československé státní dráhy. Úseky k německým hranicím přešly pod správu ČSD až po druhé světové válce.

## Popis
V roce 2018 byla dokončena rekonstrukce nádraží prováděná na širším úseku trati 089. Původní jedno jednostranné a jedno ostrovní nekryté nástupiště nahradilo jedno nekryté vyvýšené nástupiště poloostrovní (k příchodu slouží přechody přes kolejiště), opraveno a nově omítnuto bylo západní křídlo budovy. Střední část spolu s východním křídlem byla ke konci roku 2020 zbourána.

#### Kolejiště
Ve stanici jsou čtyři dopravní koleje (1., 2., 3., 4.) a jedna kolej manipulační (3b). První a třetí kolej jsou rozdělené na dvě části cestovými návěstidly kryjícími centrální přechod (1+1a, 3+3a). Všechny dopravní koleje jsou průjezdné, manipulační kolej je kusá. Do stanice jsou zaústěny dvě vlečky: VELVETA Varnsdorf a NOPROSU II.
Ve stanici se nachází 10 výhybek a 3 výkolejky.
Ve stanici jsou čtyři přejezdy, všechny jsou zabezpečeny světelným přejezdovým zabezpečovacím zařízením.
Konfigurace kolejiště umožňuje jízdy od Großschönau a Rybniště na všechny dopravní koleje, od Seifhennersdorfu jen na první a třetí kolej. 
U staniční koleje č. 3a je vnější jednostranné nástupiště; mezi první a druhou kolejí je poloostrovní nástupiště přístupné centrálním přechodem nevybaveným VZPK. Obě nástupiště mají nástupní hranu ve výšce 550 mm nad TK.  

#### Zabezpečovací zařízení
Při rekonstrukci stanice v roce 2017 zde bylo vybudováno staniční zabezpečovací zařízení 3. kategorie - reléové zabezpečovací zařízení AŽD-71 s počítačovým ovládáním prostřednictvím JOP REMOTE-98, tzv. dispečerské reléové stavědlo (RZZ-DRS). Obsluhu zajišťuje výpravčí ve službě z JOP v dopravní kanceláři, zařízení neumožňuje dálkové ovládání. Při poruše počítačového ovládání je možná nouzová obsluha z desky nouzových obsluh. 
Všechny výhybky a výkolejky jsou přestavovány ústředně výpravčím a zabezpečeny elektromotorickými přestavníky. Pro zjišťování volnosti vlakové cesty jsou v celém obvodu stanice použity počítače náprav.
V traťové koleji Varnsdorf - Rybniště je zřízeno traťové zabezpečovací zařízení 3. kategorie - automatické hradlo AH-88A bez oddílového návěstidla a s možností obsluhy nákladiště-zastávky Dolní Podluží (s nebo bez uvolnění traťové koleje). Pro zjišťování volnosti jsou použity počítače náprav. V mezistaničním úseku je 25 přejezdů s přejezdovým zabezpečovacím zařízením, ovládací a indikační prvky přejezdů jsou na JOP v ŽST Varnsdorf. 
V traťové koleji Varnsdorf - Großschönau není zřízeno žádné traťové zabezpečovací zařízení, jízdy vlaků se zabezpečují telefonickým dorozumíváním prostřednictvím dálnopisného přístroje. Od roku 2023 je zde navíc vybudován systém technické podpory telefonického dorozumívání (TU ZMB - Technische Unterstützung Zugmeldebetrieb), sestávající z magnetů německého vlakového zabezpečovače u odjezdových návěstidel v ŽST Varnsdorf. Zařízení TU ZMB je ve správě a údržbě DB InfraGo a obsluhu zajišťuje výhradně výpravčí ŽST Großschönau, ve Varnsdorfu nejsou žádné ovládací ani kontrolní prvky. 
V traťové koleji Varnsdorf - Seifhennersdorf není zřízeno žádné traťové zabezpečovací zařízení, jízdy vlaků se zabezpečují telefonickým dorozumíváním mezi výpravčím Varnsdorf a výpravčím ZZL Pretzsch, prostřednictvím sítě GSM-R (D). Klíč od vlečky NOPROSU I (Pivovar Kocour) je držen v elektromagnetickém zámku na DNO Varnsdorf.